# Vitex payos
Vitex payos là một loài thực vật có hoa trong họ Hoa môi. Loài này được (Lour.) Merr. miêu tả khoa học đầu tiên năm 1935.